# Quero Toda Noite
"Quero Toda Noite" é uma canção gravada pelo cantor brasileiro Fiuk em parceria com Jorge Ben Jor, lançada como o segundo single de seu álbum de estreia, intitulado Sou Eu. A faixa foi realizada para download digital no Brasil em 6 de outubro de 2011.

## Composição
"Quero Toda Noite" contém mesclas de pop rock e MPB, foi escrita pelo próprio Fiuk, com o auxílio de Jorge Ben Jor.

## Alinhamento de faixas
A versão single de "Quero Toda Noite", contém apenas uma faixa de três minutos e três segundos.
| Download digital |                    |         |  |
| N.º              | Título             | Duração |  |
| 1.               | "Quero Toda Noite" | 3:03    |  |

## Histórico de lançamento
| País   | Data                 | Gravadora    | Formato          |
| ------ | -------------------- | ------------ | ---------------- |
| Brasil | 6 de outubro de 2011 | Warner Music | Download digital |